# Sant Ramon
Sant Ramon község Spanyolországban, Lleida tartományban. Sant Ramon Sant Guim de la Plana, Ivorra, Estaràs, Les Oluges, Cervera és Torrefeta i Florejacs községekkel határos. Lakosainak száma 495 fő (2024).

## Népesség
A település népessége az utóbbi években az alábbiak szerint változott:
| Lakosok száma | 244  | 1227 | 1043 | 828  | 616  | 560  | 563  | 496  | 491  | 495  |
|               | 1717 | 1887 | 1936 | 1960 | 1986 | 2004 | 2009 | 2014 | 2019 | 2024 |